# سیارک ۸۰۹۶
سیارک ۸۰۹۶ (به انگلیسی: 8096 Emilezola، نامگذاری:1993OW3) هشت هزار و نود و ششمین سیارک کشف شده‌است که در ۲۰ ژوئیه ۱۹۹۳ کشف شد.
قدر مطلق سیارک برابر ۱۴٫۰۰ است.